# Муравейка (Приморский край)
Мураве́йка — село в Анучинском районе Приморского края. Входит в состав Анучинского сельского поселения

## География
Расположено на правом берегу реки Муравейка при впадении в неё малых горных рек Слинкин Ключ, Заводской ключ, Прямой Ключ. Расстояние до Гродеково (на запад) 10 км, до Ауровки (вниз по реке Муравейка) около 21 км, до районного центра Анучино около 33 км.
Между Гродеково и Муравейкой на юг идёт дорога к селу Еловка, от неё далее на юг дорога к селу Партизан Партизанского района и далее до Сергеевки.
От Муравейки на север идёт лесовозная дорога на Новогордеевку, около 20 км.

## Население
| 2001 | 2002 | 2010 |
| ---- | ---- | ---- |
| 401  | ↘383 | ↘314 |

## Улицы
| - ул. Заводская, - ул. Заречная, - ул. Ключевая, - пер. Косой, - ул. Лесная, | - пер. Луговой, - ул. Меховских, - ул. Набережная, - ул. Нестеренко, - ул. Партизан, | - ул. Слинкин Ключ, - ул. Украинская, - пер. Целинный, - пер. Школьный. |

## Экономика
Жители занимаются сельским хозяйством.